# Üble Nachrede (Österreich und Liechtenstein)
Die üble Nachrede ist eine Form der Beleidigung, die sich von dieser jedoch in der Begehungsform unterscheidet. Bei der üblen Nachrede wird insbesondere eine ehrverletzende Tatsachenbehauptung unter Strafe gestellt. Während im deutschen Strafrecht entscheidend ist, dass die (vorgeworfene) Tatsache nicht „erweislich wahr“ ist, das heißt kein Wahrheitsbeweis vorliegt, gilt für das österreichische und liechtensteinerische Strafrecht, dass der andere durch die Tatsachenbehauptung nicht der Gefahr einer behördlichen Verfolgung aussetzt sein darf.

## Gesetzestext
§ 111 Absatz 1 StGB (AUT und LIE):

„Wer einen anderen in einer für einen Dritten wahrnehmbaren Weise einer verächtlichen Eigenschaft oder Gesinnung zeiht oder eines unehrenhaften Verhaltens oder eines gegen die guten Sitten verstoßenden Verhaltens beschuldigt, das geeignet ist, ihn in der öffentlichen Meinung verächtlich zu machen oder herabzusetzen, ist mit Freiheitsstrafe bis zu sechs Monaten oder mit Geldstrafe bis zu 360 Tagessätzen zu bestrafen.“

Die Tat ist straffrei, wenn die Behauptung als wahr erwiesen wird oder der Täter im guten Glauben gehandelt hat (§ 111 Abs. 3). Über Tatsachen des Privat- oder Familienlebens und über Privatanklagedelikte sind der Wahrheitsbeweis und der Beweis des guten Glaubens nicht zuzulassen. Wenn die üble Nachrede einer breiten Öffentlichkeit zugänglich ist, erhöht sich der Strafrahmen auf ein Jahr (§ 111 (2)) und es entfällt der gute Glaube als Rechtfertigungsgrund. Die Sechs-Wochen-Frist (wie sie in Liechtenstein noch gilt) für Privatanklagedelikte nach § 46 StPOalt ist ab dem 1. Jänner 2008 in der österreichischen StPO aufgehoben worden. Grundsätzlich ist nunmehr die spezielle Verjährungsfrist nach den §§ 57 f. StGB zu beachten. Die Privatanklage ist nun in § 71 StPOneu geregelt.
Von der Verleumdung grenzt sich die üble Nachrede in Österreich dadurch ab, dass jene auf Vorwürfe beschränkt ist, die strafrechtlich verfolgt werden (Offizialdelikte).
Nach § 31 StPO (Liechtenstein) muss eine zur Privatanklage berechtigte Person „bei sonstigem Verlust ihres Anklagerechtes, binnen sechs Wochen von dem Tag, an dem ihr die strafbare Handlung und der der Tat hinlänglich Verdächtige bekannt geworden sind, einen Verfolgungsantrag gegen diesen stellen. Dieser Antrag kann auch auf die Einleitung der Untersuchung oder auf die Bestrafung des Täters gerichtet sein und muss beim Strafgericht mündlich oder schriftlich gestellt werden“.